# Carl Klönne

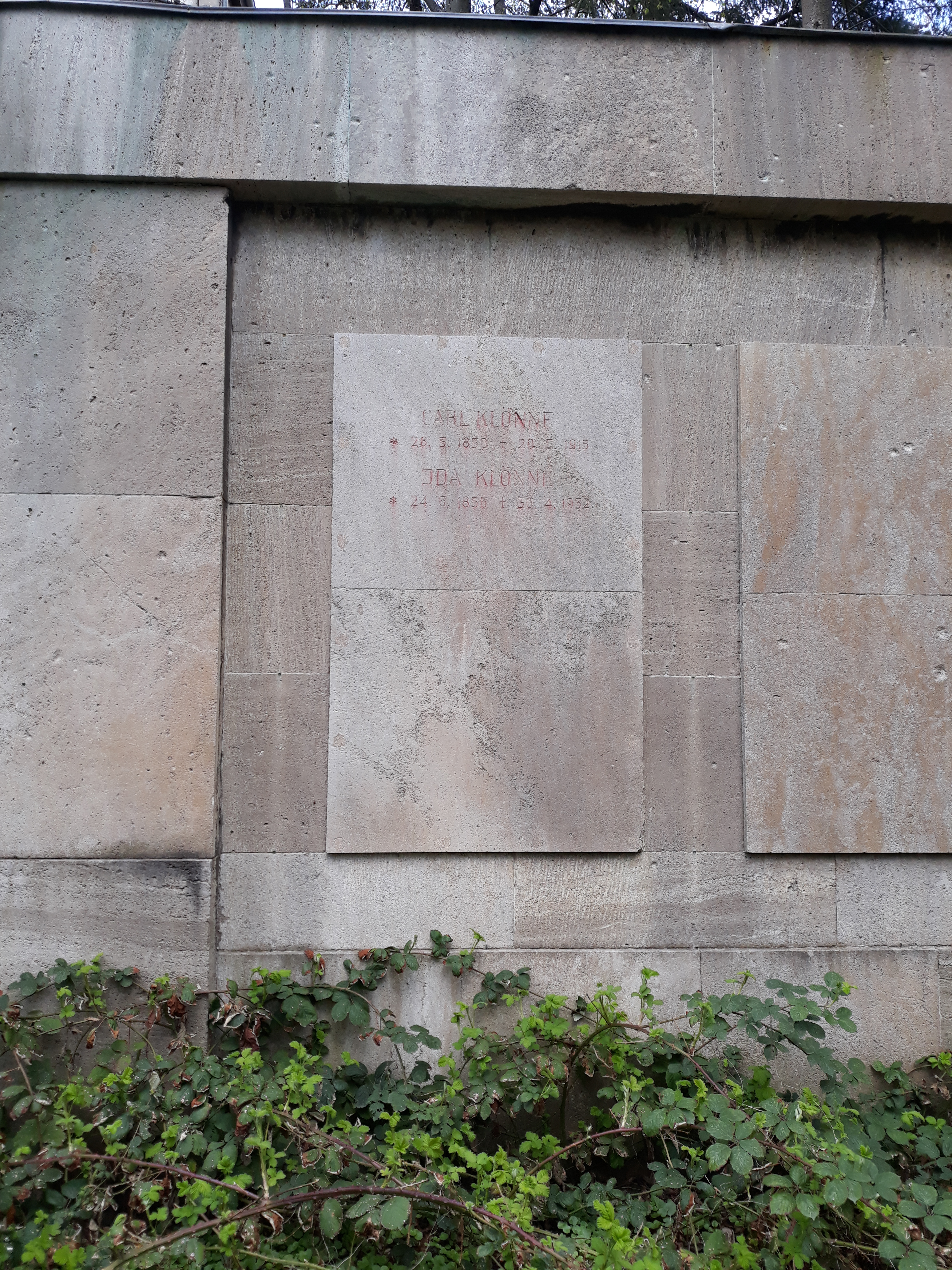
Das Grab von Carl Klönne und seiner Ehefrau Ida geborene Andreae auf dem Friedhof Wilmersdorf in Berlin

Carl Friedrich August Klönne (* 26. Mai 1850 in Solingen; † 20. Mai 1915 in Berlin-Grunewald) war ein deutscher Bankier.
Klönne begann seinen Berufsweg bei der Westfälischen Bank in Bielefeld. 1879 wurde er Vorstand des A. Schaaffhausen’schen Bankvereins in Köln.
Er avancierte zu einem der wesentlichen Finanziers der rheinisch-westfälischen Schwerindustrie, insbesondere als enger Berater von August Thyssen.
1900 wechselte er als Vorstand zur Deutsche Bank AG, der er bis 1914 angehörte. Durch ihn fasste die Bank auch in Westdeutschland Fuß, nachdem ihr Schwerpunkt zuvor eher auf der Elektroindustrie um Berlin gelegen hatte. Er begründete auch die Zusammenarbeit zwischen Deutscher Bank und Essener Credit-Anstalt.
Er hatte großen Anteil an der Finanzierung der Thyssen-Gruppe, der RWE AG, der Gelsenkirchener Bergwerks-AG und der Deutsch-Luxemburgischen Bergwerks- und Hütten-AG.

## Einzelnachweis
1. ↑  StA Grunewald, Sterbeurkunde Nr. 28/1915

| Personendaten    | Personendaten                                      |
| ---------------- | -------------------------------------------------- |
| NAME             | Klönne, Carl                                       |
| ALTERNATIVNAMEN  | Klönne, Carl Friedrich August (vollständiger Name) |
| KURZBESCHREIBUNG | deutscher Bankier                                  |
| GEBURTSDATUM     | 26. Mai 1850                                       |
| GEBURTSORT       | Solingen                                           |
| STERBEDATUM      | 20. Mai 1915                                       |
| STERBEORT        | Berlin-Grunewald                                   |